# Room Service (álbum de Roxette)
Room Service (Servicio de habitación) es el séptimo álbum de estudio de la banda sueca Roxette, lanzado el 2 de abril de 2001. 
El álbum fue grabado en los Polar Studios, el mismo donde ABBA solía grabar, y en Atlantic Studios y fue masterizado en Abbey Road Studios, el mítico estudio donde solían grabar The Beatles. El arte de tapa fue fotografiado por el sueco Jonas Åkerlund en el hotel The Madonna Inn (California), a la par que se filmaba el video para el primer single, "The Centre of the Heart". Room Service recibió reseñas mixtas por parte de la crítica especializada y, aunque no igualó el éxito de su antecesor, llegó al top 10 en Europa continental, obteniendo certificaciones de Oro en Francia, Alemania, España y Suiza y Platino en Suecia.
No hubo lanzamiento del álbum en suelo estadounidense, ya que el sello allí, Edel Records Ameríca, se disolvió el mes anterior. debido a dificultades y dificultades financieras. La placa fue acompañada por tres sencillos de éxito moderado y una gira promocional que se vio suspendida por cuestiones de seguridad después de los atentados del 11 de septiembre. El álbum fue relanzado en 2009 con bonus tracks.

## Sencillos
El álbum tuvo tres sencillos de difusión. El primero fue "The Centre of the Heart" (A veces subtitulado "(Is a Suburb of the Brain)"). Su video fue dirigido por Jonas Åkerlund y fue el más caro de la banda. Fue lanzada a la radio el 19 de febrero de 2001 y comercialmente un mes después. Se convirtió en un éxito considerable, llegando al N° 1 por cuatro semanas en Suecia (su tercer single en llegar a esa posición). El maxi-single se completaba con un b-side ("Entering Your Heart") y remixes dance de StoneBridge.
El segundo sencillo fue "Real Sugar", publicado el 18 de junio de 2001, con un videoclip dirigido por Jesper Hiro que comienza con escenas del video del single anterior y continúa con la banda tocando con una banda de muñecos que se parecen a los Ramones. Comercialmente, la canción estuvo muy por debajo de los singles anteriores de Roxette y logró posiciones altas solo en España (N° 12 en la lista general y N° 5 en lista de Radios) y Argentina (N° 3). 
El tercer sencillo fue publicado el 1 de octubre de 2001. "Milk and Toast and Honey" superó comercialmente a su antecesor: llegó al N° 21 en Suecia y permaneció 14 semanas en la lista, además de convertirse en el éxito más grande del álbum en los mercados hispano y lusoparlantes. Su video fue dirigido por Jesper Hiro.

## Gira Room Service
Tras la publicación del disco, Roxette organizaron una pequeña gira, su primera en más de seis años, desde el Crash! Boom! Bang! Tour. Con un total de 25 presentaciones, comenzó el 28 de septiembre de 2001 en Olympiahalle, Munich, Alemania y finalizó el 17 de noviembre de ese año en Scandinavium, Goteborg, Suecia. Se presentaron en Alemania, España, República Checa, Bélgica, Suiza, Austria, Rusia, Estonia, Finlandia y Suecia. Los conciertos inicialmente previstos en Sudáfrica fueron cancelados por los recientes atentados a las Torres Gemelas.

## Lista de canciones
Todas las canciones escritas y compuestas por Per Gessle, excepto "Little Girl", que fue escrita por Marie Fredriksson.. 
| Room Service – Original release |                                    |          |  |
| N.º                             | Título                             | Duración |  |
| 1.                              | «Real Sugar»                       | 3:17     |  |
| 2.                              | «The Centre of the Heart»          | 3:22     |  |
| 3.                              | «Milk and Toast and Honey»         | 4:04     |  |
| 4.                              | «Jefferson»                        | 3:51     |  |
| 5.                              | «Little Girl»                      | 3:36     |  |
| 6.                              | «Looking for Jane»                 | 3:19     |  |
| 7.                              | «Bringing Me Down to My Knees»     | 3:48     |  |
| 8.                              | «Make My Head Go Pop»              | 3:22     |  |
| 9.                              | «Try (Just a Little Bit Harder)»   | 3:13     |  |
| 10.                             | «Fool»                             | 3:52     |  |
| 11.                             | «It Takes You No Time to Get Here» | 3:35     |  |
| 12.                             | «My World, My Love, My Life»       | 4:02     |  |

| Room Service – lanzamiento japonés |                                          |          |  |
| N.º                                | Título                                   | Duración |  |
| 13.                                | «Entering Your Heart» (Extended Version) | 4:34     |  |

## Listas de venta y certificaciones
Los sencillos y/o álbum escalaron en diversos charts llegando a las siguientes posiciones:
| Chart (2001)                             | - Máxima posición |
| ---------------------------------------- | ----------------- |
| Austrian Albums (Ö3 Austria)             | 4                 |
| Belgian Albums (Ultratop Flanders)       | 1                 |
| Danish Albums (Hitlisten)                | 11                |
| Dutch Albums (Album Top 100)             | 80                |
| European Albums (Billboard)              | 3                 |
| Finnish Albums (Suomen virallinen lista) | 10                |
| German Albums (Offizielle Top 100)       | 3                 |
| Greek Albums (IFPI Greece)               | 5                 |
| Hungarian Albums (MAHASZ)                | 18                |
| Italian Albums (FIMI)                    | 22                |
| Japanese Albums (Oricon)                 | 34                |
| Norwegian Albums (VG-lista)              | 7                 |
| Polish Albums (ZPAV)                     | 8                 |
| Spanish Albums (Promúsicae)              | 5                 |
| Swedish Albums (Sverigetopplistan)       | 1                 |
| Swiss Albums (Schweizer Hitparade)       | 2                 |
| UK Albums (OCC)                          | 120               |

## Certificaciones
Por las ventas obtenidas, el disco logró diversas certificaciones:
- Alemania disco de Oro. 150000 placas vendidas.
- Dinamarca disco de Oro. 25000 placas vendidas.
- España disco de Oro. 25000 placas vendidas.
- Finlandia disco de Oro. 23394 placas vendidas.
- Suecia disco de Platino. 80000 placas vendidas.
- Suiza disco de Oro. 20000 placas vendidas.

## Créditos

### Personal
Créditos adaptados de las notas de Room Service.
- Roxette son Per Gessle y Marie Fredriksson
- Grabado en Atlantis Studio y Polar Studios en Estocolmo entre enero de 2000 y enero de 2001.
- Masterizado por Chris Blair en Abbey Road Studios, Londres
- Remasterizado por Alar Suurna en Polar Studios, Estocolmo (reedición de 2009)

### Músicos
- Marie Fredriksson: voz principal y de fondo, percusión, producción y diseño de portadas
- Per Gessle: voz principal y de fondo, guitarra acústica, guitarra acústica de 12 cuerdas, guitarra eléctrica, banjo, teclados, percusión, programación, producción, mezcla y diseño de portadas
- Jonas Isacsson - guitarra acústica, guitarras eléctricas de 6 y 12 cuerdas y E-Bow
- Christer Jansson: batería en vivo y loops de batería electrónica; percusión (platillos, maracas, pandereta, timbales y palmas)
- Christoffer Lundquist - coros, bajo, guitarra eléctrica, guitarras acústicas de 6 y 12 cuerdas, cítara y percusión
- Clarence Öfwerman - teclados, percusión, programación, ingeniería, producción y mezcla
- Mats "MP" Persson - guitarra eléctrica, guitarra tremolo, teclados, bajo sintetizado, programación e ingeniería
- Shooting Star - programación

### Músicos y personal técnico adicionales
- Jonas Åkerlund - fotografía y dirección de arte
- Micke "Nord" Andersson - guitarra acústica (pista 7)
- David Birde - guitarra eléctrica (pista 4)
- Mikael Bolyos - ingeniería (pista 5)
- Marie Dimberg - dirección
- Mats Holmquist - dirección (pistas 2, 3 y 12)
- Michael Ilbert - ingeniería y coproducción (pista 2)
- Ronny Lahti - ingeniería y mezcla
- Sarah Sheppard - fotografía y dirección de arte
- Stockholm Session Strings - cuerdas (pistas 2, 3 y 12)
- Mattias Torell - guitarra acústica (pista 5)